# Tatsuya Wada
Tatsuya Wada (japanisch 和田 達也 Wada Tatsuya; * 21. Juni 1994 in der Präfektur Osaka) ist ein japanischer Fußballspieler.

## Karriere
Wada erlernte das Fußballspielen in der Schulmannschaft der Kokoku High School. Seinen ersten Vertrag unterschrieb er 2013 bei Matsumoto Yamaga FC. Der Verein spielte in der zweithöchsten Liga des Landes, der J2 League. 2014 wurde er mit dem Verein Vizemeister der J2 League und stieg in die J1 League auf. 2016 wechselte er zum Drittligisten Tochigi SC. 2017 wurde er mit dem Verein Vizemeister der J3 League und stieg in die J2 League auf.